# (35893) 1999 JC83
1999 JC83 (asteroide 35893) é um asteroide da cintura principal. Possui uma excentricidade de 0.08715690 e uma inclinação de 7.02232º.
Este asteroide foi descoberto no dia 12 de maio de 1999 por LINEAR em Socorro.